# Ugodnovići
Ugodnovići (szerbül: Угодновићи), település Bosznia-Hercegovinában, a Szerb Köztársaságban, Teslić községben.

## Fekvése
A település Bosznia-Hercegovina középső részének északi szélén, Dobojtól légvonalban 42, közúton 63 km-re délnyugatra, községközpontjától légvonalban 19, közúton 37 km-re délnyugatra, a Borja-hegység alatt és a Vučja-hegység területén, 400-1000 méteres magasságban található. A település területén jön létre, több kis patak csatlakozásával a Studena-folyó, mely itt ömlik a Velika Usorába. Ugodnovići tipikus hegyvidéki település, mely több falucskából és házcsoportból áll.

## Népessége
| Nemzetiségi csoport | Népesség 1991 | Népesség 2013 |
| ------------------- | ------------- | ------------- |
| Szerb               | 917           | 458           |
| Bosnyák             | 0             | 0             |
| Horvát              | 1             | 1             |
| Jugoszláv           | 8             | 0             |
| Egyéb               | 1             | 1             |
| Összesen            | 927           | 460           |

## Története
A település már a középkorban is lakott volt, egykori templomának csekély maradványai a „Crkvina” nevű lelőhelyen találhatók.
A szerb lakosságú település 1878-ig tartozott az Oszmán Birodalomhoz, ekkor a berlini kongresszus határozata alapján az Osztrák-Magyar Monarchia része lett. 1879-ben az első osztrák-magyar népszámlálás során a Tešanji járáshoz és Komušina községhez tartozó településnek 26 háztartása és 299 ortodox szerb lakosa volt. 1910-ben a Tesanji járáshoz tartozó településen 35 háztartást és 461 ortodox lakost találtak. A monarchia szétesésével 1918-ban előbb a Szerb-Horvát-Szlovén Királyság, majd 1929-től a Jugoszláv Királyság része lett. Az 1929-es törvény értelmében, amikor Bosznia-Hercegovinát négy banovinára, Drinskára, Vrbaskára, Zetskára és Primorskára osztották, a település a Vrbaska banovina része lett, amelynek székhelye Banja Luka volt.
Jugoszlávia megszállása után a Független Horvát Állam (NDH) része lett. A második világháború után 1992-ig a település a szocialista Jugoszlávia keretében a Bosznia-Hercegovinai Népköztársaság része volt. A boszniai háborút lezáró daytoni békeszerződést követő területfelosztásnál a Szerb Köztársaság területéhez került.

## Oktatás
A településen a „Petar Kočić” Általános Iskola területi iskolája működik.

## Nevezetességei
- Szent Mihály arkangyal tiszteletére szentelt ortodox temploma a Kuzmanovići településrészen áll.

- A „Crkvina” nevű helyen ma is láthatók a középkori templom alapfalainak maradványai.[4]